# Gomphostigma
Genre
Classification APG III (2009)
Gomphostigma est un genre de plantes de la famille des Scrofulariacées originaire du sud de l'Afrique.

## Description
Il s'agit de petits arbustes, persistants.
Les feuilles sont opposées et sessiles.
Les fleurs sont disposées en faible nombre en cymes composées. La corolle est tétramère, imbriquée, avec quatre lobes et quatre étamines. L'ovaire est supère.
Le fruit est une capsule divisée en quatre locules.

## Distribution
Toutes les espèces du genre sont originaires du sud de l'Afrique : Afrique du Sud, Namibie, Zimbabwe.
L'usage ornemental de Gomphostigma virgata l'a répandue dans l'ensemble des pays à climat tempéré doux.

## Nomenclature et systématique

### Position taxinomique et historique
Le genre est actuellement placé dans la famille des Scrofulariacées, tribu des Buddlejeae.
En 1843, Porphir Kiril Nicolas Stepanowitsch Turczaninow décrit une première fois le genre sur la base d'un échantillon collecté par Jean François Drège au Cap, Gomphostigma scoparioides, qui en devient l'espèce-type. Il forme le nom sur Γόμφος (cheville) et Στίγμα (marque).
En 1846, Alphonse Pyrame de Candolle le place dans la tribu des Buddleieae de la famille des Scrofulariacées. Cette position est celle adoptée par la classification AGP III.
George Bentham et Joseph Dalton Hooker, en 1878, placent le genre dans la famille des Loganiacées, suivis en cela, en 1909, par David Prain et Henry Alfred Cummins .
En 1888, Henri Ernest Baillon en fait un genre de la série des Buddléiées placée dans la famille des Solanacées
En 1910, Karl Adolf Wilhelm le place dans la famille des Buddléjacées qu'il crée à cette occasion.
La classification phylogénétique AGP III a inclus ce genre dans la famille des Scrofulariacées.

### Liste des espèces
La liste des espèces a été constituée à partir des index IPNI (International Plant Names Index) et Tropicos (Index du jardin botanique du Missouri), à la date de décembre 2011 :
- Gomphostigma incanum Oliv. (1884)[6]
- Gomphostigma incomptum (L.f.) N.E.Br. (1929) - synonyme : Buddleja incompta L.f.
- Gomphostigma scoparioides Turcz. (1843)[7]
- Gomphostigma virgatum (L.f.) Baill. (1888) - synonyme : Buddleja virgata L.f.